# Горочичский сельсовет
Горочичский сельсовет — административно-территориальная единица на территории Калинковичского района Гомельской области Республики Беларусь. Административный центр — агрогородок Горочичи.

## Состав
Горочичский сельсовет включает 7 населённых пунктов:
- Бобровичи — деревня.
- Горочичи — агрогородок.
- Горочичский — посёлок.
- Передельное — деревня.
- Руденька — деревня.
- Рудница — деревня.
- Сельцы — деревня.